# Región de Kindia
Kindia es una región de Guinea cuya capital es la ciudad de Kindia. La región tiene alrededor de 28.873 km² y una población de 1.559.185 habitantes. Se localiza en el oeste de Guinea y colinda con el país de Sierra Leona y las regiones de Conakri, Mamou, Boké y Labé.
Está formada por 5 prefecturas: Coyah, Dubréka, Forécariah, Kindia y Télimélé.
- Datos: Q868520